# Centre de formation d'animateurs et de gestionnaires
Le C.F.A.G (Centre de Formation d'Animateurs et de Gestionnaires) est un organisme français de formation national habilité par le ministère de la Jeunesse et des Sports. Créé le 8 mars 1974 à Montbazon, il est présent dans de nombreuses régions en France ; le CFAG travaille au développement de l'animation traditionnelle pour le respect de l'individu et la reconnaissance des valeurs humaines.
Cette association axe ses formations autour de la pédagogie de l'exemple, visant à développer la responsabilité du futur animateur envers les jeunes qu'il devra encadrer.
Le CFAG forme chaque année de nombreux animateurs et directeurs de centre de vacances et de loisirs (Cf. BAFA et BAFD).